# 岩越忠恕
岩越 忠恕（いわごし ただひろ、1906年7月4日- 1981年3月19日 ）は、日本の経営者。日産自動車社長。鳥取県出身。

## 来歴・人物
旧制仙台一中、旧制弘前高校を経て、1931年に東京帝国大学経済学部商業学科を卒業。東京乗合自動車での勤務を経て、1937年に日産自動車に転じ、1952年11月に取締役に就任し、常務、専務、副社長を経て、1973年11月から1977年6月までに社長を務めた。
1971年4月に藍綬褒章を受章し、1976年11月に勲二等旭日重光章を受章した。
1981年3月19日、肝不全のために死去。74歳没。